# Sinagoga Nineteenth Street di New York
Lo sinagoga Nineteenth Street di New York, oggi scomparsa, fu costruita nel 1860 a sostituire la sinagoga Crosby Street di New York, che era stata la terza sinagoga della congregazione Shearith Israel a New York. Fu demolita nel 1897 con il trasferimento della congregazione alla nuova Sinagoga Shearith Israel di New York.

## Storia e descrizione
La congregazione Shearith Israel può vantare di essere la più antica comunità ebraica non solo di New York ma di tutti gli Stati Uniti. È la congregazione formata dai primi coloni ebrei di origine spagnola e portoghese che arrivarono nella colonia olandese di New Amsterdam (oggi New York) nel settembre 1654.
La sinagoga Nineteenth Street di New York fu costruita nel 1860 in sostituzione della sinagoga Crosby Street di New York, la quale era ormai divenuta insufficiente ai bisogni della crescente comunità newyorchese. La cerimonia di inaugurazione avvenne il 12 settembre 1860, a celebrazione del 206º anniversario dell'arrivo dei primi coloni ebrei a New York.
Le vecchie foto ci mostrano la nuova sinagoga come un edificio in stile neoclassico, palladiane, ormai imponente nelle dimensioni con una facciata monumentale su due piani con pilastri ionici nella parte inferiore e corinzi in quella superiore, ampie finestre e un portale inquadrato da una coppia di colonne ioniche per lato. La grande sala interna, quadrata e sormontata da una grande cupola, riprendeva sulla parete orientale il disegno della facciata con al centro l'arca santa. Sugli altri tre lati correva il balcone del matroneo sorretto da colonne ioniche. In accordo ai principi tradizionali, la bemah era collocata al centro della sala.
La costruzione fu ammirata per la sua imponenza ma anche spesso criticata per la pessima acustica e le molte e ripide scale che ne rendevano difficile l'accesso. Furono però i flussi demografici a sancirne l'abbandono dopo pochi decenni. I luoghi di residenza dei membri della congregazione si erano spostati ancora più lontani dall'antico centro. Nel 1897 la sinagoga fu demolita e fu inaugurata la Sinagoga Shearith Israel di New York, l'ultima ed ancora attiva sinagoga costruita dalla comunità.
Niente resta a ricordo di questa sinagoga se non qualche foto d'epoca.